# Szigetszentmárton
Szigetszentmárton é um município da Hungria, situado no condado de Peste. Tem 10,73 km² de área e sua população em 2015 foi estimada em 2.247 habitantes.